# 羌活属
羌活属（学名：Notopterygium）是伞形科下的一个属，为多年生草本植物。该属共有两种、一变种，为中国特有。